# Phyllomyia maculosa
Phyllomyia maculosa är en tvåvingeart som först beskrevs av Daniel William Coquillett 1895.  Phyllomyia maculosa ingår i släktet Phyllomyia och familjen parasitflugor.
Artens utbredningsområde är Florida. Inga underarter finns listade i Catalogue of Life.